# Phùng Thiệu Phong
Phùng Thiệu Phong (sinh ngày 7 tháng 10 năm 1978) là nam diễn viên người Trung Quốc.

## Tiểu sử
Phùng Thiệu Phong sinh ra và lớn lên tại Thượng Hải nhưng quê gốc ở Ninh Ba, Chiết Giang, Trung Quốc.

## Đời tư
Ngày 16 tháng 10 năm 2018. Anh và nữ diễn viên Triệu Lệ Dĩnh thông báo qua tài khoản weibo cá nhân về việc cả hai đã hoàn tất đăng ký kết hôn.
Ngày 1 tháng 1 năm 2019, Thiệu Phong đăng weibo thông báo Lệ Dĩnh đã mang thai.
Ngày 8 tháng 3 năm 2019, Lệ Dĩnh hạ sinh một bé trai đầu, theo tiết lộ gần đây của Thiệu Phong trong một show truyền hình thì tên ở nhà của bé là Tưởng Tưởng.
Ngày 23 tháng 4 năm 2021, Studio Triệu Lệ Dĩnh đăng thông báo Triệu Lệ Dĩnh và Phùng Thiệu Phong đã ly hôn.

## Sự nghiệp
Tốt nghiệp Học viện Hý kich Thượng Hải năm 2001 nhưng mãi sáu năm sau anh mới tạo được sự chú ý khi tham gia bộ phim Nữ nhân hoa, rồi tiếp đó là Vân nương, Trai tài gái sắc và phải đợi đến đầu năm 2011 này, cái tên Phùng Thiệu Phong mới thật sự tìm được chỗ đứng khi thể hiện xuất sắc nhân vật Bát A-ka trong bộ phim Cung toả Tâm ngọc
Sau Cung toả Tâm ngọc, cùng với vai Chu Hư Hầu Lưu Chương trong bộ phim Mỹ nhân tâm kế, Phùng Thiệu Phong đã bước ra khỏi vùng "tranh sáng tranh tối" của sự nghiệp, được xem như "Hoàng tử mới" của dòng kim cổ trang. Đó là lý do anh được đạo diễn Hong Kong Lý Nhân Cảnh mời tham gia dự án điện ảnh quy mô mang tên Hồng Môn yến, đảm nhận vai Hạng Võ. Đây là nhân vật chính quan trọng nhất của bộ phim nhưng lại được công bố tên diễn viên sau cùng, để thấy rằng đạo diễn Lý Nhân Cảng đánh giá rất cao Phùng Thiệu Phong. Có thông tin bảo rằng đạo diễn Lý đã chọn anh và muốn tạo bất ngờ nên gần đến ngày bấm máy mới "tung" Phùng Thiệu Phong ra.
Thực tế, Phùng Thiệu Phong đã âm thầm chuẩn bị cho vai Hạng Võ từ nhiều tháng trước. Anh đọc sách, tìm hiểu sâu về nhân vật này vì với anh, được tham gia một dự án lớn như Hồng Môn yến là cơ hội cho anh chuyển bước sang màn ảnh rộng. Đóng cùng Phùng Thiệu Phong trong phim là Lê Minh vai Lưu Bang, Trương Hàm Dư vai Trương Lượng, Trần Tiểu Xuân sẽ diễn vai Phàn Khoái và vai nàng Ngu Cơ thuộc về Lưu Diệc Phi. Bộ phim dựng lại sự kiện năm 206 trước Công nguyên khi Hạng Vũ mời Lưu Bang đến dự bữa tiệc Hồng Môn với mưu đồ ám sát.
Sau đó anh đã đảm nhận vai chính trong một loạt các dự án đình đám của điện ảnh Trung Quốc như Painted Skin: The Resurrection, Double Xposure và Taichi...

## Danh sách phim

### Phim truyền hình
| Năm  | Tên phim                                       | Vai diễn              | Ghi chú |
| ---- | ---------------------------------------------- | --------------------- | ------- |
|      | Cung tỏa tâm ngọc                              | Dận Tự                |         |
| 1998 | Thiếu niên Từ Bi Hồng                          | Từ Bi Hồng            |         |
| 1998 | Tinh tinh xuyến                                | Văn Tuấn              |         |
| 1998 | Phổ đông ca dao                                | Hồng Vệ Binh          |         |
| 2000 | Thực Lòng không muốn đi                        | Thẩm Gia Câu          |         |
| 2000 | Thương thành không có màn đêm                  | Bạch Lĩnh             |         |
| 2001 | Quật khởi                                      | Lý Kình Tùng          |         |
| 2001 | Mật mã tình yêu                                | Hách Lôi              |         |
| 2001 | Cha hướng về phía trước                        | Trần Minh Viễn        |         |
| 2002 | Kính hoa thủy nguyệt                           | Nhậm Vỹ Kiện          |         |
| 2002 | Trai tài gái sắc                               | Doãn Sam              |         |
| 2003 | Kinh Kha truyền kỳ                             | Thái tử Đan nước Yên  |         |
| 2003 | Người tình đầu                                 | Phương Chấn Văn       |         |
| 2003 | Công chúa Vô Ưu                                | Hoàng đế Chính Đức    |         |
| 2004 | Anh hùng Trung Hoa                             | Lực Thiên Quân        |         |
| 2004 | Nhất sinh vi nô                                | Vinh Lộc              |         |
| 2004 | Nguy cư hàng đầu                               | Đồng Cương            |         |
| 2004 | Phong Vân 2 - Long hổ tranh hùng               | Hoài Không            |         |
| 2005 | Dạ thâm trầm                                   | Tống Tín Sinh         |         |
|      | Nữ cảnh sát phi thường                         | Hàn Việt              |         |
|      | Tuế nguyệt phong vân                           | Hoa Chấn Dân          |         |
|      | Tranh bá truyền kỳ                             | Thái tử Hữu           |         |
|      | Giai kì như mộng/ Hẹn đẹp như mơ               | Mạnh Hòa Bình         |         |
|      | Thiên địa bất dung                             | Thẩm Triều Tống       |         |
|      | Hổ Sơn Hành                                    | Dung Khoan            |         |
|      | Mai khôi giang hồ                              | Sầm Dã Đồng           |         |
|      | Mỹ nhân tâm kế                                 | Lưu Chương            |         |
|      | Hậu cung                                       | Dương Vĩnh            |         |
|      | Hổ phù truyền kỳ                               | Ngụy Vô Kỵ            |         |
|      | Lan Lăng vương                                 | Lan Lăng vương        |         |
|      | Bản Giao Hưởng Định Mệnh                       | Lưu Thần Hy           |         |
|      | Chị Em Gái                                     | Trịnh Vân Hài         |         |
|      | Số phận nghiệt ngã - Một nghìn giọt lệ         | Mạch Thiếu Bạch       |         |
|      | Huyễn Thành - Vương Quốc Ảo (Ice Fantasy 2016) | Ca Sách               |         |
|      | Đây khoảng sao trời kia khoảng biển            | Ngô Cứ Lam            |         |
|      | Huyễn thành phàm giới                          | Phùng Tác             |         |
| 2018 | Minh Lan truyện/ Hồng phai xanh thắm           | Cố Đình Diệp          |         |
| 2021 | Nguyện vọng trí mạng                           | Na Đa / Qua Thiên Sơn |         |

### Phim điện ảnh
- Đại Hàn Đào Hoa Khai vai Đại Hàn
- Hồng Môn Yến (phim 2011) vai Hạng Vũ
- Họa bì 2 vai Bàng Lang
- Thái cực quyền 2 vai Trần Tài Ương
- Tình yêu chia cắt chúng ta vai Tưởng Lượng Lượng
- Lang đồ đằng vai Trần Trận
- Tây Du Ký 2: Ba Lần Đánh Bạch Cốt Tinh vai Đường Tăng
- Ông nội đặc công của tôi vai Hồ Y Sinh
- Không ngày gặp lại vai Mã Hạo Hán
- Thiên tướng hùng binh vai Hoắc Khứ Bệnh
- Cô dâu đại chiến vai Mục sư
- Đám cưới bạn thân vai Lâm Nhiên
- Tây du ký - Nữ nhi quốc vai Đường Tăng
- Địch Nhân Kiệt - Tứ đại thiên vương
- Một kiếp hồ ly vai Viên Soái
- Sơn Hà Nguyệt Minh - 2022  vai Minh Thành Tổ